# Arthur Sköldin
Per Arthur Sköldin (i riksdagen kallad Sköldin i Sundbyberg), född 4 november 1898 i Östra Vingåkers församling, Södermanlands län, död 6 december 1964 i Sundbyberg, var en svensk politiker (socialdemokraterna).

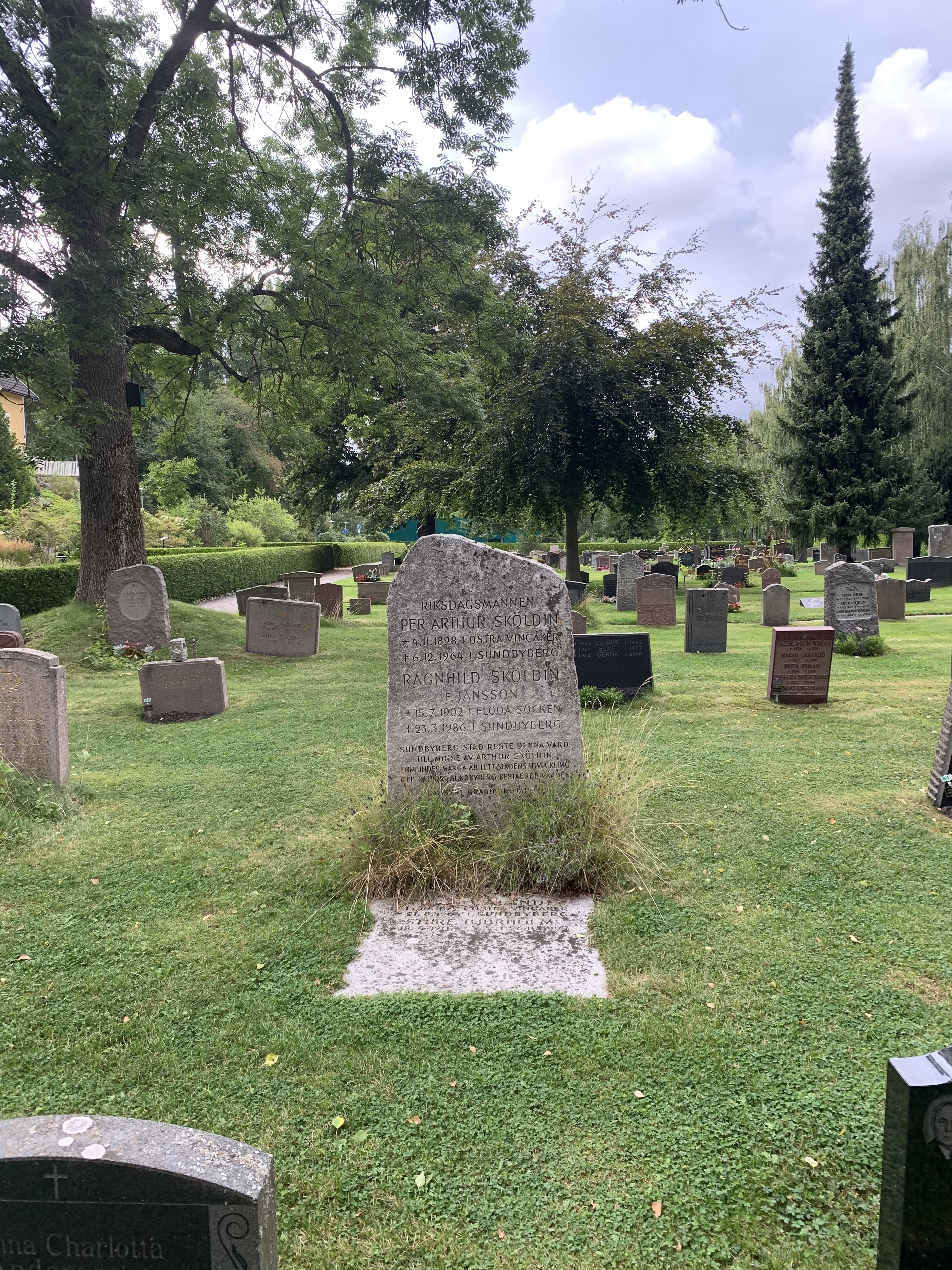
Gravvård

Arthur Sköldin var riksdagsledamot i andra kammaren för Stockholms läns valkrets från 1941 till sin död 1964.